# Philip K. Dick Award
Philip K. Dick Award (Prêmio Philip K. Dick) é um prêmio conferido anualmente pela convenção de fãs Norwescon, patrocinada pela Philadelphia Science Fiction Society e desde  2005 apoiada pelo espólio de Philip K. Dick, que homenageia este autor de ficção científica.
O prêmio vem sendo conferido desde 1982, ano da morte de Dick. As obras premiadas são identificadas em suas capas como "Best Original SF Paperback"(Melhor Paperback original de Ficção Científica)". Os prêmios são conferidos ao melhor original publicado nos EUA em formato paperback (edição com capa de papel, geralmente livro de bolso).
O prêmio foi criado por Thomas M. Disch, com ajuda de David G. Hartwell, Paul S. Williams, e Charles N. Brown. 

## Vencedores doPhilip K. Dick Award
- 1982: Rudy Rucker - Software
- 1983: Tim Powers - The Anubis Gates
- 1984: William Gibson - Neuromancer
- 1985: Tim Powers - Dinner at Deviant's Palace
- 1986: James P. Blaylock - Homunculus
- 1987: Patricia Geary - Strange Toys
- 1988: Paul J. McAuley - Four Hundred Billion Stars; Rudy Rucker - Wetware
- 1989: Richard Paul Russo - Subterranean Gallery
- 1990: Pat Murphy - Points of Departure
- 1991: Ian McDonald - King of Morning, Queen of Day
- 1992: Richard Grant - Through the Heart
- 1993: John M. Ford - Growing Up Weightless; Jack Womack - Elvissey
- 1994: Robert Charles Wilson - Mysterium
- 1995: Bruce Bethke - Headcrash
- 1996: Stephen Baxter - The Time Ships
- 1997: Stepan Chapman - The Troika
- 1998: Geoff Ryman - 253: The Print Remix
- 1999: Stephen Baxter - Vacuum Diagrams
- 2000: Michael Marshall Smith - Only Forward
- 2001: Richard Paul Russo - Ship of Fools
- 2002: Carol Emshwiller - The Mount
- 2003: Richard K. Morgan - Altered Carbon
- 2004: Gwyneth Jones - Life
- 2005: M. M. Buckner - War Surf
- 2006: Chris Moriarty - Spin Control
- 2007: M. John Harrison - Nova Swing
- 2008: Adam-Troy Castro - Emissaries From The Dead; David Walton - Terminal Mind
- 2009: C. L. Anderson - Bitter Angels